# Смирнова Дая Євгенівна
Дая Євгенівна Смирнова  (нар. 28 листопада 1934 — пом. 29 березня 2012) — радянська і російська актриса кіно, журналіст, кінознавець.

## Біографія
Навчалася на акторському відділенні ВДІКу (курс С. Герасимова, Т. Макарової), потім перейшла на сценарний факультет до Євгена Габриловича. Дебютувала в кіно на першому курсі в дилогії про Івана Бровкіна.
Була виключена з інституту через «політичний» скандал в числі шістьох студентів-сценаристів, ВДІК заочно, у Олексія Каплера.
Зіграла близько тридцяти ролей у кіно, переважно другого плану: «Солдат Іван Бровкін» (1955, Любаша), «Іван Бровкін на цілині» (1958), «Дівчина з гітарою» (1958, Катя), «Якщо любиш...» (Марина), «Катя-Катюша» (Зіна), «Чорноморочка» (1959, Одарка), «Квітка на камені» (1962), «Зелений вогник», «Ласкаво просимо, або Стороннім вхід заборонено» (1964), «Гукати всіх нагору!» (1970), «Інтерни» (2010, т/с) та ін.
Повернулася в кіно під час перебудови, як кіножурналіст співпрацювала з виданнями «Мистецтво кіно», «Екран», «Культура», «Екран і сцена». Працювала на телебаченні, знімалася в серіалах.
Похована на Введенському кладовищі в Москві.